# Mariana Pajón
Mariana Pajón, född 10 oktober 1991 i Medellín, Colombia, är en colombiansk cyklist som tävlar i BMX.
Pajón tog OS-guld i BMX vid de olympiska cyklingstävlingarna 2012 i London och vid de olympiska cyklingstävlingarna 2016 i Rio de Janeiro. Vid olympiska sommarspelen 2020 i Tokyo tog Pajón silver i BMX-racing.
Pajón har även vunnit tre världsmästerskap; 2011, 2014 och 2016.